# Cupa României 1983/84
Der Cupa României in der Saison 1983/84 war das 46. Turnier um den rumänischen Fußballpokal. Sieger wurde zum fünften Mal Dinamo Bukarest, das sich im Finale am 22. Mai 1984 gegen Steaua Bukarest durchsetzen konnte. Da Dinamo auch die Meisterschaft für sich entscheiden konnte, qualifizierte sich Steaua für den Europapokal der Pokalsieger. Titelverteidiger Universitatea Craiova war im Achtelfinale ausgeschieden.

## Modus
Die Klubs der Divizia A stiegen erst in der Runde der letzten 32 Mannschaften ein. Ab dem Achtelfinale fanden alle Spiele – abgesehen vom Finale, das traditionell in Bukarest ausgetragen wurde – auf neutralem Platz statt. Es wurde jeweils nur eine Partie ausgetragen. Stand diese nach 90 Minuten unentschieden, folgte eine Verlängerung von 30 Minuten. Falls danach noch immer keine Entscheidung gefallen war, wurde die Entscheidung im Elfmeterschießen herbeigeführt.

## Sechzehntelfinale
| Datum            |                             | Ergebnis              |                       |
| ---------------- | --------------------------- | --------------------- | --------------------- |
| 7. Dezember 1983 | UTA Arad                    | 1:0                   | Politehnica Iași      |
|                  | Minerul Baraolt             | 0:3                   | Dunărea CSU Galați    |
|                  | Metalul Bocșa               | 0:1                   | AS Armata Târgu Mureș |
|                  | Dinamo-Victoria Bukarest    | 1:2                   | SC Bacău              |
|                  | Sportul Muncitoresc Caracal | 0:1                   | Corvinul Hunedoara    |
|                  | FCM Poiana Câmpina          | 0:2                   | Chimia Râmnicu Vâlcea |
|                  | FC Viitorul Gheorgheni      | 3:1                   | FC Baia Mare          |
|                  | Mureșul Luduș               | 0:0 n. V. (1:3 i. E.) | Sportul Studențesc    |
|                  | Cimentul Medgidia           | 0:4                   | Steaua Bukarest       |
|                  | Metalul Rădăuți             | 1:3                   | FC Argeș Pitești      |
|                  | Precizia Săcele             | 0:1                   | Rapid Bukarest        |
|                  | Victoria Tecuci             | 0:1                   | Petrolul Ploiești     |
|                  | CS Târgoviște               | 1:3                   | FC Olt Scornicești    |
|                  | Armatura Zalău              | 0:1                   | Jiul Petroșani        |
| 12. Februar 1984 | Petrolul Moinești           | 1:4                   | Dinamo Bukarest       |
| 23. Februar 1984 | Universitatea Craiova       | 2:1                   | FC Bihor Oradea       |

## Achtelfinale
| Datum        |                       | Ergebnis              |                        | Ort           |
| ------------ | --------------------- | --------------------- | ---------------------- | ------------- |
| 3. März 1984 | FC Argeș Pitești      | 2:1                   | UTA Arad               | Alba Iulia    |
|              | Steaua Bukarest       | 1:0 n. V.             | SC Bacău               | Brăila        |
|              | Corvinul Hunedoara    | 2:1 n. V.             | Jiul Petroșani         | Făgăraș       |
|              | AS Armata Târgu Mureș | 2:0                   | FC Viitorul Gheorgheni | Odorhei       |
|              | Sportul Studențesc    | 2:2 n. V. (5:4 i. E.) | Chimia Râmnicu Vâlcea  | Pitești       |
|              | Rapid Bukarest        | 2:1                   | Universitatea Craiova  | Pitești       |
|              | Dinamo Bukarest       | 2:0                   | FC Olt Scornicești     | Ploiești      |
|              | Petrolul Ploiești     | 1:0                   | Dunărea CSU Galați     | Râmnicu Sărat |

## Viertelfinale
| Datum          |                    | Ergebnis  |                       | Ort        |
| -------------- | ------------------ | --------- | --------------------- | ---------- |
| 20. März 1984  | Corvinul Hunedoara | 3:1 n. V. | Rapid Bukarest        | Alba Iulia |
|                | Steaua Bukarest    | 2:0       | FC Argeș Pitești      | Ploiești   |
|                | Sportul Studențesc | 3:1       | AS Armata Târgu Mureș | Sibiu      |
| 18. April 1984 | Dinamo Bukarest    | 4:2       | Petrolul Ploiești     | Brașov     |

## Halbfinale
| Datum        |                 | Ergebnis |                    | Ort      |
| ------------ | --------------- | -------- | ------------------ | -------- |
| 11. Mai 1984 | Steaua Bukarest | 2:0      | Sportul Studențesc | Bukarest |
|              | Dinamo Bukarest | 2:0      | Corvinul Hunedoara | Făgăraș  |

## Finale
| Paarung         | Dinamo Bukarest – Steaua Bukarest |
| Ergebnis        | 2:1 (1:1) |
| Datum           | 22. Mai 1984 |
| Stadion         | Stadionul 23 August, Bukarest |
| Zuschauer       | 60.000 |
| Schiedsrichter  | Stefan Dan Petrescu (Bukarest) |
| Tore            | 0:1 Marius Lăcătuș (10). 1:1 Alexandru Custov (45.) 2:1 Costel Orac (53.) |
| Dinamo Bukarest | Dumitru Moraru, Mircea Rednic, Alexandru Nicolae, Marin Ion, Nelu Stănescu (24. Ioan Mărginean), Marin Dragnea, Ioan Andone, Alexandru Custov, Cornel Țălnar, Ionel Augustin, Costel Orac Cheftrainer: Nicolae Dumitru                                       |
| Steaua Bukarest | Helmuth Duckadam, Nicolae Laurențiu, Florin Marin, Miodrag Belodedici, Augustin Eduard, Mihail Majearu, Tudorel Stoica, Ștefan Petcu (60. Ioan Diaconescu), Marius Lăcătuș, Victor Pițurcă (65. Septimiu Câmpeanu), Gavril Balint Cheftrainer: Emerich Jenei |